# Centro Correccional del Condado de Adams
El Centro Correccional del Condado de Adams (Adams County Correctional Center, ACCC) es una prisión privada en una área no incorporada en el Condado de Adams, Misisipi, cerca de Natchez. El Corrections Corporation of America gestiona la prisión en un contrato con la Agencia Federal de Prisiones (BOP), y a partir de 2012 la mayoría de los prisioneros eran mexicanos. La prisión es para inmigrantes ilegales.
En 2012 pandillas en la prisión comenzaron un motín, y un guardia se murió.